# Links (Golf)

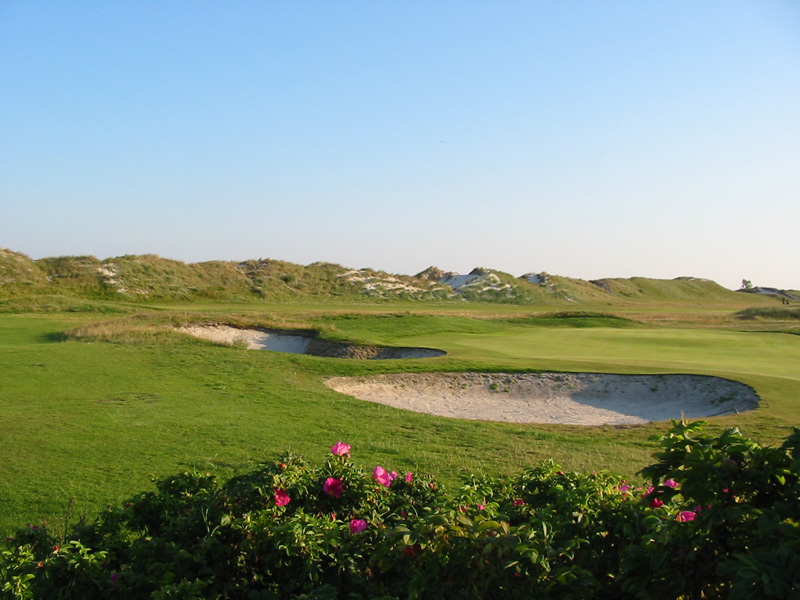
Linksland auf dem Golfplatz Falsterbo, Schweden

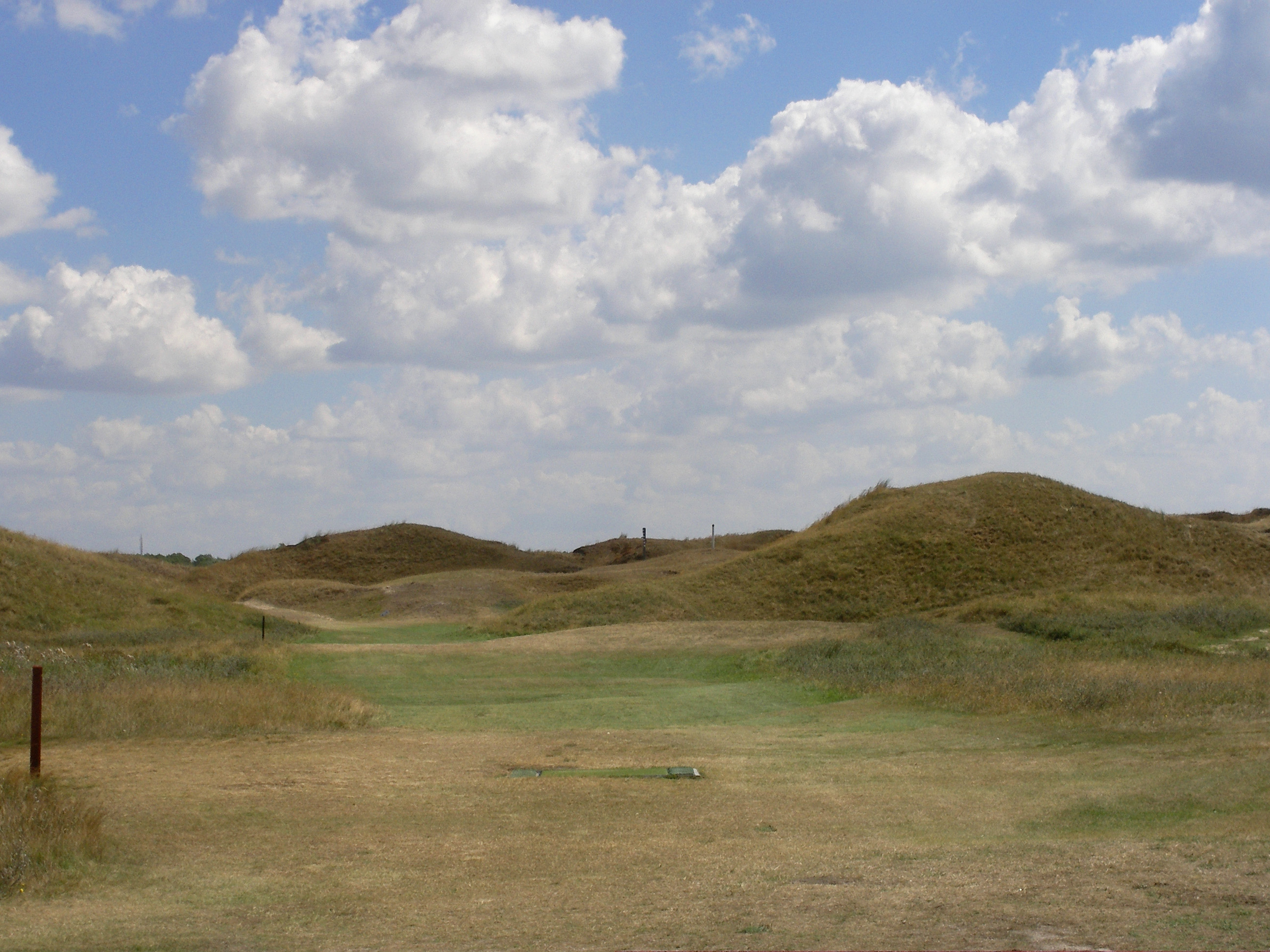
Ein blindes Par 3 auf den Fanø Golf Links

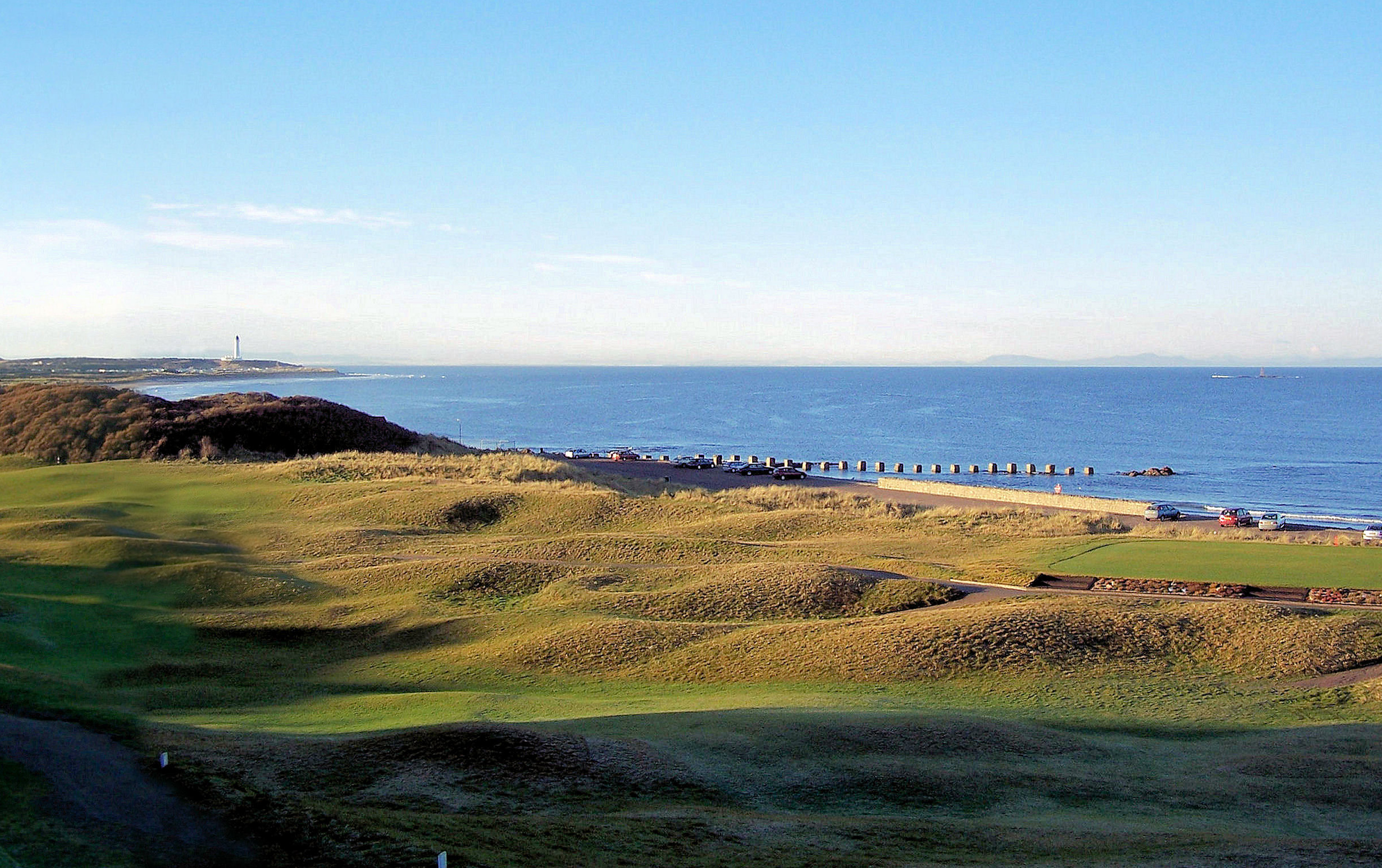
Old Course des Moray Golf Club in Lossiemouth von 1889

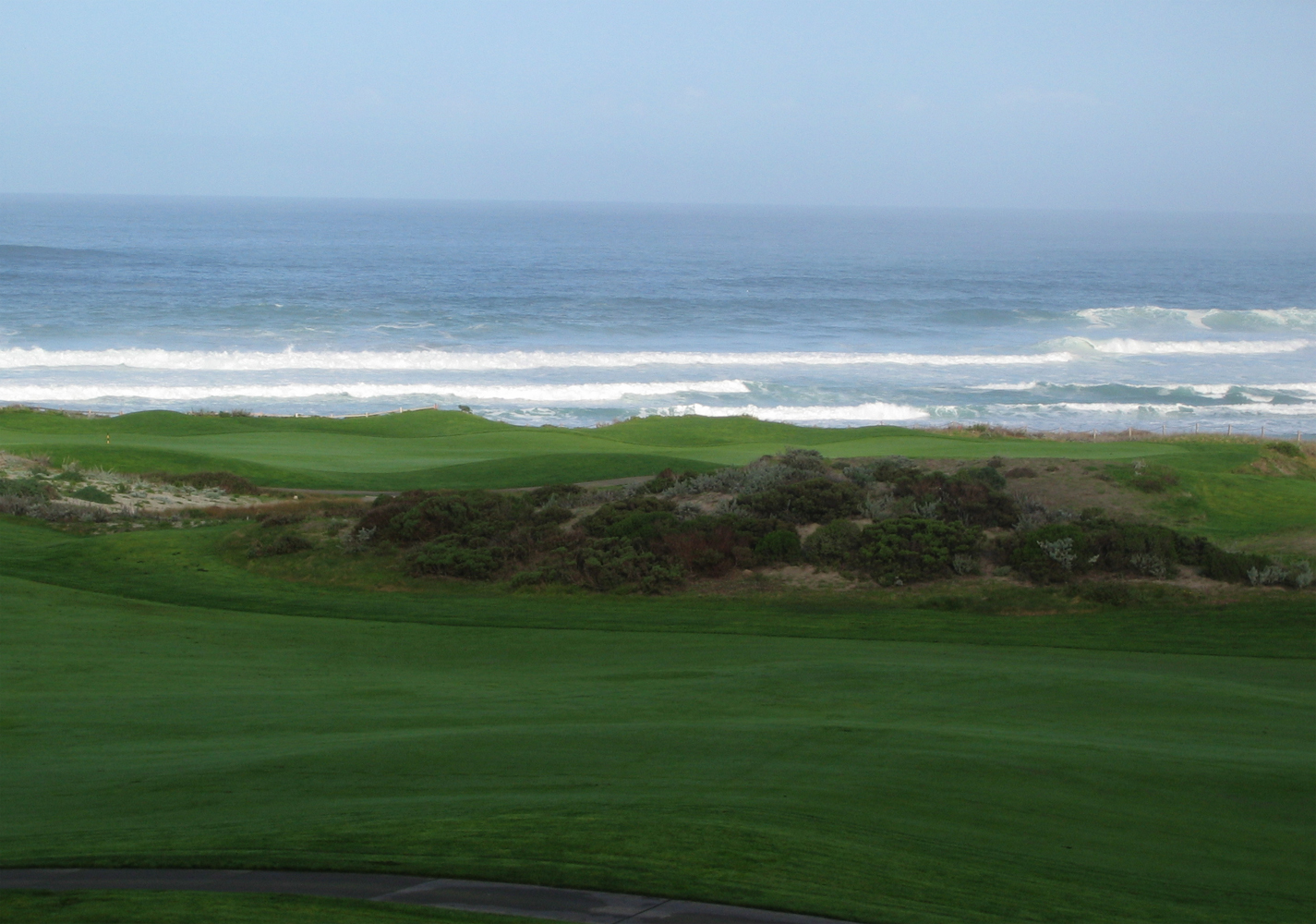
Blick auf das 1. Fairway des Golfplatzes The Links at Spanish Bay, Pebble Beach, USA

Mit dem Begriff Links oder Links-Platz wird eine besondere Art von Golfplatz bezeichnet, die den ursprünglichen Plätzen in Großbritannien nachempfunden ist, auf denen der Golfsport auch begonnen hat.

## Linksland
Diese Art von Golfplätzen zeichnet sich dadurch aus, dass sie sich auf sogenanntem Linksland befinden. Dies ist die früher als unbrauchbar angesehene Dünenlandschaft, die das Meer mit dem fruchtbaren Ackerland verbindet (mögliche Etymologie: englisch to link „verbinden“). Da man dort weder etwas anbauen noch Tiere ergiebig grasen lassen konnte (mögliche Etymologie: altenglisch hlinc „Hügelland“), gab man diesen von Wind und See gepeitschten Streifen Land zur allgemeinen Benutzung frei. Unter anderem wurde dort dann auch Golf gespielt.
Linksland besteht aus oft salzhaltigem Sandboden, der mit kargem Gras bewachsen ist und im Sommer sehr hart wird. Bäume finden sich so gut wie nie, der Bewuchs beschränkt sich auf anspruchslose Vegetation wie Ginster, Heidekraut und andere Sträucher. Weitere häufig auftretende Elemente des Linkslandes sind natürliche Sandkuhlen, kleine Bachläufe oder ein ins Meer mündender Fluss und bisweilen sehr hohe Dünen. Unregelmäßigkeiten im Gelände werden in der Regel belassen, so dass Links-Plätze besonders rau und naturbelassen wirken.

## Bespielbarkeit
Linksplätze sind bei fast jeder Witterung bespielbar. Bei Nässe drainieren die kargen Sandböden so gut, dass sich im Gegensatz zu den bei Inlandsplätzen üblichen Lehmböden kein Schlamm oder Matsch bildet. Frost ist aufgrund der Küstenlage sehr selten und auch extreme Trockenheit im Sommer, wenn Lehmböden bereits großzügig gewässert werden müssen, übersteht das Linksland problemlos. Die Fairways sind dann zwar sehr hart und schnell, behalten aber dennoch ihre Elastizität, so dass sich ideale Lagen für den Golfball ergeben.

## Seaside Links und Inland Links
Ob ein Links-Platz zwangsläufig an einer Meeresküste liegen muss oder ob es auch so etwas wie „Inland-Links“ gibt, ist umstritten. Vertreter einer geologischen Sichtweise argumentieren, dass Linksland sich nur dort bilden kann, wo die See sich zurückgezogen und eine Dünenlandschaft hinterlassen hat, die anschließend von fruchtbarer Erde aus dem Mündungsbereich eines Flusses bedeckt wurde. So entwickelte sich der Golfsport dann auch in Schottland an den Mündungen der Flüsse Eden, Tay und Forth.
Andere Experten akzeptieren auch Links-ähnliches Land, wie man es im Landesinneren in Heidegebieten oder am Ufer großer Seen finden kann, und begründen dies mit optischer und spieltechnischer Vergleichbarkeit.
Aber auch unumstrittene Links können zumindest eine gewisse Strecke weit im Landesinneren liegen. So befindet sich der berühmte Open-Platz von Royal Lytham & St.Annes mehrere hundert Meter von der Küste entfernt und ist vollständig von Gebäuden umschlossen. Auch der historische Links von Leith hat keine Sicht auf das Meer. Ebenso ist nicht jeder Küstenplatz ein Links. Zum Beispiel gehören Golfplätze an Steilküsten oft nicht zu diesem Typus, da sie sowohl geologisch als auch optisch und spieltechnisch ganz andere Merkmale aufweisen. Ein berühmtes Beispiel dafür ist – trotz des Namens – die Pebble Beach Golf Links auf der Monterrey-Halbinsel in Kalifornien.

## Marketing
Der Begriff Links wird heute oft werbewirksam inszeniert, um eine besondere Qualität und Exklusivität einer Golfanlage zu suggerieren. Tatsächlich gibt es jedoch nur knapp 160 echte Links-Plätze weltweit. Gelegentlich weicht man auf Bezeichnungen wie „Classic Links“ oder „True Links“ aus, um diesen Unterschied deutlich zu machen. Zugänge sind in signifikanter Zahl ebenfalls nicht zu erwarten, da das dafür nötige Terrain mittlerweile fast überall unter Naturschutz gestellt wurde. Nur in entlegenen oder unwirtlichen Gegenden konnten in den letzten Jahren Links-Projekte realisiert werden, so etwa in Oregon und Tasmanien. Eine Ausnahme bildet der Links-Course Budersand auf Sylt, der 2008 eröffnet wurde. Die natürliche Dünenlandschaft war aufgrund der vorherigen Nutzung als Militärstützpunkt und Flughafen bereits weitgehend zerstört, so dass die üblichen Umweltauflagen hier nicht zum Tragen kamen.

## Golferische Aspekte
Das Golfspiel wird auf Linksplätzen in erster Linie durch starke und überraschend wechselnde Winde erschwert, aber auch die aufgrund des harten Sandbodens sehr schnellen und oft welligen Fairways lassen den Ball unkontrolliert verspringen.
Die Sandbunker auf Links-Plätzen sind ebenfalls gefürchtete Hindernisse, da sie oft als Topfbunker auftreten, die so tief sind, dass ihre Innenwände mit Eisenbahnschwellen abgestützt werden müssen und man sie nur über eine Treppe oder Leiter betreten kann.
Das Rough im Allgemeinen und der Ginster im Speziellen sind besonders bestrafende Elemente, und es erfordert erhebliches Geschick, den Ball dort noch einmal herauszuspielen.
Die harten und schnellen Grüns auf Linksplätzen lassen sich oftmals nicht direkt anspielen, da dann der Ball auf der anderen Seite wieder vom Grün rollt. Anstatt den normalerweise üblichen, hohen Schlag zu spielen, der auf dem Grün aufkommt, ist der Golfer oftmals gezwungen, den Ball auf dem Fairway aufspringen und auf das Grün rollen zu lassen. Da dieser „Bump and Run“-Schlag außerhalb von Linksplätzen nur selten benötigt wird, beherrschen ihn viele Golfer nur ungenügend.
Aufgrund der Einbettung der Fairways in die natürliche Dünenlandschaft kommen auch häufig sogenannte blinde Schläge vor, also Schläge, bei denen man das Zielgebiet nicht einsehen kann. Dazu sind die Fairways oft hart und sehr schnell, so dass der Ball auch bei guten Schlägen in ungünstige Lagen verspringen kann. Andererseits sind solche Bedingungen Voraussetzung für das traditionelle „Ground Game“, bei dem der Ball flach und unter Ausnutzung der Wellen im Gelände gespielt wird.
Ein weiteres Charakteristikum von Links-Plätzen ist das traditionelle Routing der Löcher. Dies bedeutet, dass die ersten 9 Löcher entlang der Küste verlaufen („out“) und die zweiten 9 dann parallel dazu im Landesinneren wieder zurück zum Clubhaus führen („in“). Allerdings wird auf manchen Links-Plätzen von dieser Tradition abgewichen, da sich nicht überall das zur Verfügung stehende Gelände entsprechend eignet. Da auf Links-Plätzen der Wind eine große Rolle spielt, ist das Routing ein wichtigerer Faktor bei der Planung als auf anderen Golfplätzen.

## Links-Plätze (Auswahl)
Schottland
- St Andrews Old Course, Carnoustie, Cruden Bay, Kingsbarns, Machrihanish, Muirfield, North Berwick, Prestwick, Royal Dornoch, Royal Troon, Turnberry Ailsa

Irland
- Ballybunion Old, Carne, County Sligo (Rosses Point), Lahinch, Portmarnock, The European Club, Tralee, Waterville

England
- Royal Birkdale, Royal Liverpool, Royal Lytham & St Annes, Royal North Devon, Royal St George’s, Saunton, St Enodoc

Frankreich
- Alsace Golf Club, Rouffach

Nordirland
- Royal County Down, Royal Portrush

Wales
- Royal Porthcawl, Royal St David’s

USA
- National Golf Links of America, Whistling Straits, Pacific Dunes

Kanada
- Inverness, Nova Scotia, Cabot Links

Schweden
- Falsterbo

Spanien
- El Saler
- Real Golf Club Zarautz

Dänemark
- Fanø Golf Links
- Rømø

Deutschland
- Norderney
- Budersand - Sylt
- Marine GC - Sylt
- Golfclub Föhr-Föhr

Australien
- New South Wales

Vereinigte Arabische Emirate
- Yas Links, Abu Dhabi